# Giovani Boccati

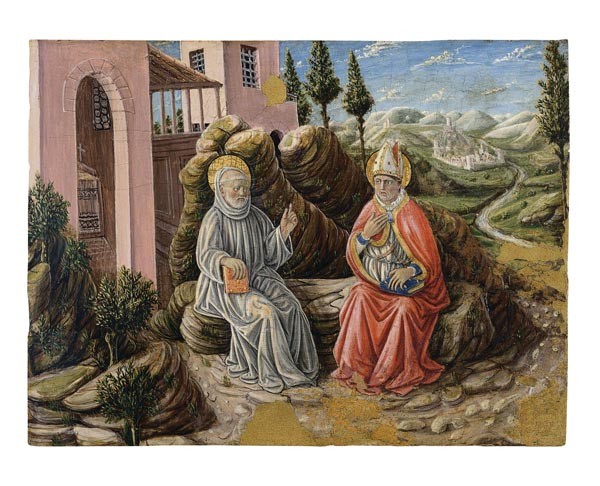
San Sabí conversant amb sant Benet obra de Boccati, conservada al MNAC.

Giovanni di Pier Matteo Boccati da Camerino o més simplement Giovanni Boccati (Camerino, Itàlia cap a 1420 – després de 1480) va ser un pintor italià, nascut a Camerino. Va pintar una Verge amb el Nen al tron, envoltat d'àngels, serafins i dels Sants (1447) a Perusa.
Al Museu Nacional d'Art de Catalunya hi ha una obra seva, Sant Sabí conversant amb sant Benet, pintat el 1473 i provinent de la Col·lecció Thyssen-Bornemisza.

## Biografia i obra
El 1445, citat ja com a pintor «expertissimus», obtingué la ciutadania a Perusa, on encara se'l menciona el 1480 en relació amb el pagament de dos retaules, i són la primera i l'última notícies coneguda del pintor. El 1447 és la primera obra coneguda, Madonna del Pergolato, de la Galeria Nacional d'Úmbria, pintada per encàrrec del rector de la Sapienza Nuova, encara que per raons que no se saben acabà sent adquirida per una important suma per la confraternitat dels disciplinants de la Basílica de Sant Domènec de Perusa. Obra madura, en ella s'hi observen influències de Domenico Veneziano, actiu a Perusa cap al 1430, i d'altres mestres toscans, com Filippo Lippi. Un any després de concloure la Madonna del Pergolato, el 1448, es trobava a Pàdua i entre el 1459 i el 1470 visqué de nou a la seva ciutat natal abans de tornar definitivament a Perusa. En aquesta última etapa es troben obres seves com el retaule de la capella de Sant Sabí de la catedral d'Orvieto, contractat el 1473 i a l'actualitat dividit entre el Museu de Belles Arts de Budapest, on hi ha la part central, Roma —col·lecció Lanfranchi—, París —col·lecció Spiridon—, Barcelona —col·lecció Thyssen-Bronemisza— i Urbino.
La seva pintura, encara que influïda per Domenico Veneziano en el tractament de la llum, conserva trets gòtics pel que fa a la delicada estilització de les figures, amb una humanitat dolça, i en l'ús freqüent de pa d'or als fons daurats, compatible amb un interès molt quattroccentista per la perspectiva, observable als frescos del palau ducal d'Urbino.